# Hennery le faucon
Hennery le faucon (ou Henri le faucon, Henery Hawk en anglais) est un personnage de cartoon de la série américaine Looney Tunes créé par Chuck Jones, qui est apparu dans treize dessins animés. Sa première apparition date de The Squawkin' Hawk, réalisé par Chuck Jones et produit par Leon Schlesinger. Il est également apparu dans Flop Goes the Weasel, mais il est plus sombre. Hennery est apparu une troisième fois dans Un drôle de poulet (Walky Talky Hawky, 1946) qui a également mis en scène pour la première fois Charlie le coq et George P. Dog et a été réalisé par Robert McKimson. La dernière apparition de Hennery a été dans Strangled Eggs. Il est apparu plus récemment dans le Looney Tunes Show.